# Marcílio Luiz Pinto
Marcilio Luiz Pinto (Caconde, 9 de agosto de 1917 - Adamantina, 31 de julho de 1993) foi um militar brasileiro. Integrante da Força Expedicionária Brasileira, o cabo Marcilio foi o único praça brasileiro a receber a medalha Silver Star (estrela de prata) concedida pelo Comando Norte-Americano, por ação distinta em combate.

## Biografia
Nasceu em Caconde em 1917 e em 1942 foi convocado para o Exército Brasileiro. Apresentou-se no 4° Regimento de Infantaria em São Paulo e meses depois foi transferido para o 6º Regimento de Infantaria, em Caçapava. Em julho de 1944, embarcou no navio “General Meigue” rumo a Itália. Seu batismo de fogo foi na Toscana.
Marcilio foi condecorado, durante a guerra, com duas Cruz de Combate (uma de cada categoria: 1° e 2°) e uma Silver Star.
Ao retornar para o Brasil, recebeu uma condecoração da FEB, a medalha do mérito cívico da Câmara Municipal de Marília e a medalha Marechal Rondon oferecido pela prefeitura de Marília.
O ex-combatente morreu em 31 de julho de 1993, em Adamantina.
Por meio da Lei Municipal de nº 3.208 de 07 de novembro de 2006, o prédio do Tiro de Guerra de Adamantina passou a denominar-se “Cabo Marcílio Luiz Pinto”.

## Silver Star
Abaixo a citação do General Mark W. Clark ao conceder a "Silver Star":
| “ | Marcilio Luiz Pinto, Cabo, Força Expedicionária Brasileira. Por bravura em ação, em oito de novembro de 1944, na Itália: Quando membro de uma patrulha em missão de reconhecimento nas vizinhanças do Monte Torre de Nerorte, Itália, o Cabo Pinto participou de um ataque de surpresa a uma posição inimiga. Sem se preocupar com sua segurança pessoal, avançou sobre um ponto forte inimigo e capturou vários prisioneiros bem como o seu respectivo equipamento. Demonstrando sangue frio sob o fogo, o Cabo Pinto fez recuar uma patrulha que tentou libertar os prisioneiros e durante a ação matou vários inimigos. Com outros membros da patrulha trouxe os prisioneiros e o equipamento capturado para as linhas amigas. O Cabo Pinto, pela sua ação de bravura reflete a confiança em si próprio e está de acordo com as altas tradições dos Exércitos Aliados. | ” |